# Slavia Sofia
PFC Slavia Sofia (normalt bare kendt som Slavia Sofia) er en bulgarsk fodboldklub fra hovedstaden Sofia. Klubben spiller i efbet League, og har hjemmebane på Slavia Stadion. Klubben blev grundlagt den 10. april 1913, og har siden da sikret sig syv bulgarske mesterskaber og syv pokaltitler. Seneste succes-år var i 1996 hvor klubben vandt The Double.

## Titler
- Bulgarske mesterskab (7): 1928, 1930, 1936, 1939, 1941, 1943 og 1996

- Bulgarske pokalturnering (8): 1952, 1963, 1964, 1966, 1975, 1980, 1996 og 2018